# Bradypodion thamnobates
Bradypodion thamnobates este o specie de cameleoni din genul Bradypodion, familia Chamaeleonidae, descrisă de Raw 1976. A fost clasificată de IUCN ca specie cu risc scăzut. Conform Catalogue of Life specia Bradypodion thamnobates nu are subspecii cunoscute.